# ميجان مكدونالد
ميجان مكدونالد (بالإنجليزية: Megan McDonald)‏ هي كاتبة سيناريو وكاتبة للأطفال وكاتِبة أمريكية، ولدت في 28 فبراير 1959 في بيتسبرغ في الولايات المتحدة.

## وصلات خارجية
- الموقع الرسمي
- ميجان مكدونالد على موقع ميوزك برينز (الإنجليزية)